# Procés oxo
El procés oxo és un procediment industrial per a l'obtenció d'aldehids a partir d'alquens mitjançant la reacció d’hidroformilació.
Aquest procés consisteix en el tractament d’alquens amb gas de síntesi (una mescla de monòxid de carboni i hidrogen, en presència de catalitzadors de cobalt, a alta temperatura i a pressió, que origina mescles d’aldehids i isòmers. El catalitzador actiu del procés és el tetracarbonilhidrurocobalt(I) {\displaystyle {\ce {[CoH(CO)4]}}}, format en el si de la reacció a partir de qualsevol sal de cobalt soluble en el medi. El procés oxo és emprat també per a la síntesi d’alcohols mitjançant la hidrogenació catalítica dels aldehids formats inicialment. Una gran varietat d’aldehids i alcohols de cadena llarga són produïts actualment per aquest mètode.

## Història
L'empresa alemanya Ruhrchemie, fundada l'abril de 1928, començà la producció de fertilitzants el 1929 a Holten. L'any 1934 van entrar en funcionament les primeres instal·lacions per a la producció d'hidrocarburs líquids mitjançant el procés Fischer-Tropsch. El 1938 el químic Otto Roelen (1897–1993) descobrí el procés d'hidroformilació per casualitat, durant un intent de retornar al procés l'etilè produït per la reacció de Fischer-Tropsch.
Durant els experiments en què tant etilè com amoníac es van alimentar al procés Fischer-Tropsch, Roelen observà la deposició de propionaldimina, un producte de condensació d'amoníac i propionaldehid. A diferència d'altres investigadors de la zona, atribuí la formació de propionaldehid a una reacció separada que depenia de l'addició d'etilè al procés, no només com a reacció secundària de la síntesi de Fischer-Tropsch. Com a catalitzador utilitzà una barreja que contenia cobalt, tori i òxid de magnesi que s'utilitzava habitualment per a la síntesi de Fischer-Tropsch. No obstant això, més tard trobà que moltes altres sals de cobalt eren adequades com a precursors de catalitzadors i especulà que l'hidrur de carbonil de cobalt era l'espècie catalíticament activa. Després del primer intent d'optimitzar la reacció cap a la síntesi d'aldehids, Roelen presentà una sol·licitud de patent per a l'anomenada "síntesi oxo" (hidroformilació) a finals de 1938.